# Georg von Boyen
Georg Bruno Theodor von Boyen (* 2. Januar 1970 in Erlangen) ist ein deutscher Mediziner und Professor für Innere Medizin. Er war bis 2023 Ärztlicher Direktor der Kliniken Landkreis Sigmaringen und dort Chefarzt der Medizinischen Klinik. Von Boyen ist besonders bekannt für seine Forschungsarbeiten zu Komplikationen und Therapie chronisch entzündlicher Darmerkrankungen, die Rolle des enterischen Nervensystems beim Erhalt der Darmhomöostase sowie genetischen Störungen chronisch entzündlicher Darmerkrankungen.

## Leben
Von Boyen studierte Medizin an der Ruprecht-Karls-Universität Heidelberg (1990–1997). Als Arzt im Praktikum und Assistenzarzt arbeitete von Boyen 1998 bis 2000 neben seiner klinischen Tätigkeit an Projekten zur Charakterisierung des enterischen Nervensystems. In fortgeführten Arbeiten stellte sich im Jahr 2000 die enterische Glia als essentieller Bestandteil seiner wissenschaftlichen Tätigkeit heraus. Die Fokussierung auf die enterische Glia in Zusammenhang mit entzündlichen Prozessen des Darms führten zu einem Wechsel an die Klinik für Innere Medizin I des Universitätsklinikums Ulm. 2005 erhielt von Boyen die Anerkennung zum Facharzt für Innere Medizin. 2007 wurde ihm die venia legendi für das Fach Innere Medizin verliehen und mit fortgeführten wissenschaftlichen Arbeiten, Fachvorträgen und Lehre erfolgte 2013 die Berufung zum apl. Professor der Universität Ulm. Von 2011 bis 2023 war von Boyen Chefarzt der Medizinischen Klinik der SRH Kliniken Sigmaringen und Pfullendorf. 2017 wurde er dort zum ärztlichen Direktor der SRH Kliniken Sigmaringen mit den Kliniken Sigmaringen, Bad Saulgau und Pfullendorf bestellt.

## Wissenschaftlicher Beitrag
Im Rahmen seiner Promotionsarbeit an der Universität Heidelberg beschäftigte sich von Boyen mit volumetrischen Messungen des zentralen Nervensystems als diagnostisches Werkzeug zur Differenzierung von Demenzen. Mit einer detaillierten Aufarbeitung des Nervensystems in wissenschaftlichen Übersichtsarbeiten richtete sich seine weitere Forschungsarbeit auf das Nervensystem des Darms: Dem enterischen Nervensystem (ENS). In der wissenschaftlichen Arbeitsgruppe der Universitätsklinik Mannheim konnte von Boyen nachweisen, dass eine heterozygote Defizienz des Endothelin-B-Rezeptors zu einer definierten Störung des ENS führt. Mit dem Wechsel an die Universitätsklinik Ulm entwickelte von Boyen zunächst in einer Forschungsgruppe primäre Kulturen des ENS. Mit den frühen Arbeiten in diesem Modell war er einer der Ersten, der die enterische Glia als wichtige Zellpopulation im Darm untersuchte und deren Verhalten unter entzündlichen Bedingungen des Darms charakterisierte. Mit der Etablierung einer eigenen Forschungsgruppe unter seinem wichtigsten Förderer Guido Adler zeigte von Boyen in mehreren wissenschaftlichen Arbeiten die essentielle Rolle der enterischen Glia in der Modulation von Entzündung und als Quelle zum Erhalt der Darmintegrität. Mit dem Nachweis der veränderten Gliapopulationen beim Morbus Crohn und der Colitis ulcerosa untermauerte er die Bedeutung des Darmnervensystems im Erhalt der Darm-Homöostase im menschlichen Körper und als mögliches Puzzleteil im Verständnis der Pathophysiologie chronisch-entzündliche Darmerkrankungen.
Neben der Grundlagenforschung beteiligte von Boyen sich auch an klinischen Untersuchungen zur Erforschung der NOD2-Mutation als Risikofaktor in der Therapieentscheidung von Patienten mit Morbus Crohn und des Zusammenhangs zwischen chronischer Darmentzündung und Osteoporose.

## Mitgliedschaften in wissenschaftlichen Vereinigungen
Von Boyen ist Mitglied in verschiedenen wissenschaftlichen Vereinigungen. Dazu zählen unter anderem: Deutsche Gesellschaft für Verdauungs- und Stoffwechselkrankheiten, Arbeitskreis Neurogastroenterologie und Motilität e. V., Südwestdeutsche Gesellschaft für Gastroenterologie und Deutsche Gesellschaft für Ultraschall in der Medizin (DEGUM).

## Publikationen
- Publikationsliste research gate
- Publikationsliste pubmed